# Peter Ralf Hofmann
Peter Ralf Hofmann (* 1965 in Sonneberg; Pseuydonym: Peter Babelsberg) ist ein deutscher Autor und Rundfunkmoderator.

## Leben
Bis 1997 arbeitete Peter Ralf Hofmann als Reporter und Moderator bei Antenne Brandenburg, wo er die Talksendung Nachtanschluss gestaltete.
1998 wechselte er zu MDR1 Radio Sachsen-Anhalt, dort präsentierte er zwischen 2002 und 2007 die Sendung Guten Morgen Sachsen-Anhalt. Daneben schreibt er Radio-Comedy und Sketche.
Er erfand und verkörpert die Figur „Rico Granato“ für das Radiorätsel Rico Granato singt die Klassiker! Aber welche?. Dabei werden Texte und Melodien jeweils zwei verschiedener bekannter Hits miteinander vermischt.
Als Autor veröffentlichte er als ersten Roman Berlinsolo.
Dreimal erhielt Peter Hofmann ein Stipendium des Brandenburger Kulturministeriums, 1994 war er Stipendiat im Künstlerhaus Wiepersdorf.
1993 erschien sein Gedichtband Hurenherz, dem folgten mehrere Veröffentlichungen in Prosa-Anthologien. Insgesamt schrieb Hofmann bisher sechs Romane. Sein Buch Wo Norden ist hat autobiographische Anklänge.
Für das Album Zerrissen von Andreas Schulte schrieb Hofmann unter dem Pseuydonym Peter Babelsberg die meisten Texte.

## Werke
- Berlinsolo (2000)
- Allein die Welt dazwischen (2001)
- Nachtnovelle (2003)
- Das Feuer fremder Häuser (2005)
- Wo Norden ist (2007)
- Der letzte Prinz (2009)
- Casting im Herzen (2011)